# Roupala pallida
Roupala pallida là một loài thực vật có hoa trong họ Quắn hoa. Loài này được K. Schum. miêu tả khoa học đầu tiên năm 1901.